# Detroit Copper Mining Company of Arizona
Die Detroit Copper Mining Company of Arizona war ein US-amerikanisches Unternehmen mit Sitz in Morenci, das sich mit der Kupfergewinnung befasste. 
Das Unternehmen wurde 1874 gegründet und war bis 1881 selbständig. Dann gewann die Phelps Dodge Corporation eine kontrollierende Mehrheit. Das Unternehmen existierte als eine Tochterfirma von Phelps Dodge weiter, bis 1917 alle Aktivitäten von Phelps Dodge in dem Gebiet in die neue Phelps Dodge, Morenci Branch konsolidiert wurden.

## Geschichte

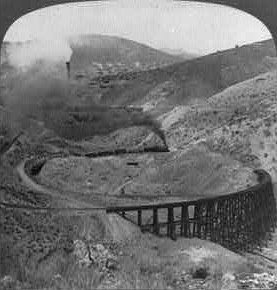
Die Kupferbergwerke in Morenci um 1903

Das Unternehmen wurde 1874 von Captain E. B. Ward, einem wohlhabenden Dampfschiffeigner aus Detroit in Michigan und William Church, einem Bergbauspekulanten aus Denver, Colorado gegründet. Das Unternehmen beanspruchte 1875 die Abbaurechte für 145 Stellen in der Nähe von Morenci. Zu dem Zeitpunkt besaß die Detroit Copper Mining Company of Arizona einen Laden, ein Hotel und weitere Besitztümer in der Stadt Morenci. Sie baute eine Wasserpumpenanlage am elf Kilometer entfernten San Francisco River auf.
Der Erzgehalt der Gänge betrug 7 %. Zur Verhüttung des Erzes wurde ein Hochofen eingesetzt. Bis 1900 war Detroit Copper Mining das einzige Unternehmen, das in dem Gebiet Arizonas Kupfer abbaute.
Church gründete Morenci, um für die Bergleute Wohnraum und Dienstleistungen zur Verfügung zu stellen. Das Unternehmen beschäftigte weitgehend mexikanische Arbeiter, denen nur die Hälfte dessen bezahlt wurde, was US-amerikanische Arbeiter verdienten. Als sich der Bergbau weiter ausbreitete, wurde die nahe gelegene Stadt Clifton gegründet, um die Unterkunft der Arbeiter zu sichern.
1881 erwarb die Phelps Dodge Corporation die Kontrollmehrheit in dem Unternehmen.
Im Mai 1882 traf die Detroit Copper mit der Longfellow Copper Mining Company eine Übereinkunft, den Gang „Detroit lode“ gemeinschaftlich abzubauen. Detroit Copper hatte zwar des Recht der ewigen Teufe, aber nicht genügend Kapital, um auch die tieferen Partien der Detroit lode abzubauen.
Wie viele Bergbauunternehmen in Arizona und New Mexico zu jener Zeit sah sich auch die Detroit Copper Mining Company mit mehreren Wellen der gewerkschaftlichen Organisierung und, nach 1900, auch mit Streiks konfrontiert. Detroit Mining verwendete verdeckte Zuträger, um die Neubildung von Gewerkschaften und deren Organisation zu verhindern.
Die Phelps Dodge Corporation bezahlte die verbleibenden Minderheitenpartner 1897 aus. Nach einer Umstrukturierung erlosch die Firma 1917 und der Betrieb wurde in die „Phelps Dodge Corporation, Morenci Branch“ eingegliedert.